# St. Charles (Maryland)
St. Charles és una concentració de població designada pel cens dels Estats Units a l'estat de Maryland. Segons el cens del 2000 tenia 33.379 habitants.

## Demografia
Segons el cens del 2000, St. Charles tenia 33.379 habitants, 11.567 habitatges, i 8.628 famílies. La densitat de població era de 1.092,2 habitants per km².
Dels 11.567 habitatges en un 46,7% hi vivien nens de menys de 18 anys, en un 50,2% hi vivien parelles casades, en un 19,3% dones solteres, i en un 25,4% no eren unitats familiars. En el 19,4% dels habitatges hi vivien persones soles el 5,3% de les quals corresponia a persones de 65 anys o més que vivien soles. El nombre mitjà de persones vivint en cada habitatge era de 2,86 i el nombre mitjà de persones que vivien en cada família era de 3,25.
Per edats la població es repartia de la següent manera: un 31,7% tenia menys de 18 anys, un 8,7% entre 18 i 24, un 36,1% entre 25 i 44, un 18,1% de 45 a 60 i un 5,4% 65 anys o més.
L'edat mediana era de 31 anys. Per cada 100 dones de 18 o més anys hi havia 84,8 homes.
La renda mediana per habitatge era de 56.992 $ i la renda mediana per família de 60.434 $. Els homes tenien una renda mediana de 41.210 $ mentre que les dones 32.024 $. La renda per capita de la població era de 21.669 $. Entorn del 4,4% de les famílies i el 6,5% de la població estaven per davall del llindar de pobresa.

## Poblacions properes
El següent diagrama mostra les poblacions més properes.